# Ratpenat de peus petits occidental
El ratpenat de peus petits occidental (Myotis ciliolabrum) és una espècie de ratpenat de la família dels vespertiliònids que es troba a Mèxic, el Canadà i els Estats Units.